# 박성용 (1992년)
박성용(한국 한자: 朴晟用, 1992년 6월 15일 ~ )은 대한민국의 전 축구 선수이며, 포지션은 미드필더였다.